# Ressonància Schumann

 Ressonància Schumann  és un conjunt de pics en la banda de freqüència extra baixa (ELF) de l'espectre radioelèctric de la Terra.
Això és perquè l'espai entre la superfície terrestre i la ionosfera actua com una guia d'ona. Les dimensions limitades terrestres provoquen que aquesta guia d'ona actuï com a cavitat ressonant per les ones electromagnètiques a la banda ELF. La cavitat és excitada en forma natural pels llampecs, i també, atès que el seu setè sobretons s'ubica aproximadament en 60 Hz, influeixen les xarxes de transmissió elèctrica dels territoris en què s'utilitza corrent altern d'aquesta freqüència.
La freqüència més baixa, i al mateix temps la intensitat més alta, de la ressonància de Schumann se situa en aproximadament 7,83 Hz Els sobretons detectables s'estenen fins al rang de quilohertzs.
Aquest fenomen es diu així en honor de Winfried Otto Schumann, que va predir matemàticament la seva existència el 1952, tot i ser observada per primera vegada per Nikola Tesla i formar la base del seu esquema per a transmissió d'energia i comunicacions sense fils. La primera representació espectral d'aquest fenomen va ser preparat per Bassa i Wagner el 1960.

## Cultura popular
- La ressonància de Schumann juga una part significativa com explicació de la telecomunicació a l'anime  Serial Experiments Lain , així com en l'harmonia entre el camp magnètic terrestre i el camp magnètic humà en la sèrie Earth Girl Arjuna.

## Pseudociència
En alguns llocs d'internet i llibres, realitzen afirmacions pseudocientífiques, associant aquestes ones amb les ones alpha, i adjudicant un paper en els processos biològics.
Entre els errors d'aquestes publicacions es troben els següents:
- Adjudicar les ones Schumann una freqüència exacta i invariable de 7,8 Hz,[3][4] quan aquesta és aproximada i variable.[6][1] Fins i tot ni tan sols estan presents constantment.[1]
- Adjudicar les ones alpha una freqüència exacta i invariable, també de 7,8 Hz,[3][4] quan varien entre 8 i 12 Hz[7] Ni tan sols són freqüents en nens,[8] el que descartaria que siguin imprescindibles.
- Considera que les ones alfa són una sincronitzats,[3][4] quan en realitat es considera que són producte de la sincronització de les neurones.[9] És a dir, que aquestes publicacions pseudocientífiques inverteixen causa amb efecte.
- No tenen cites ni referències a articles científics amb revisió per experts, ni a assajos concloents.
- No tenen cap explicació del supòsit mecanisme, ni assajos falsables que ho demostrin, sinó que recorren a la fal·làcia lògica  cum hoc ergo propter hoc .